# Kerry Johnson
Kerry Johnson, född 23 oktober 1963, är en australisk friidrottare. Hon deltog vid olympiska sommarspelen 1988 och olympiska sommarspelen 1992.